# Государственный переворот в Сан-Томе и Принсипи (2003)
Государственный переворот в Сан-Томе и Принсипи — вооружённый государственный переворот 16 июля 2003 года в Сан-Томе и Принсипи, осуществлённый майором Фернанду Перейра и его сторонниками. Через два дня, 18 июля 2003 года, после переговоров с делегацией представителей различных международных организаций, прибывших в столицу Сан-Томе, мятежники добровольно сложили оружие.

## Переворот
16 июля 2003 года офицер Национальной гвардии Сан-Томе и Принсипи майор Фернанду Перейра провозгласил Военную хунту народного спасения. Оппозиционная партия «Христианско-демократический фронт» поддержала путч и заявила о желании ему помочь. Солдаты, подконтрольные мятежникам, в кратчайшие сроки арестовали премьер-министра, председателя парламента и министра природных ресурсов страны. Президент Фрадике де Менезеш в это время находился с частным визитом в Нигерии.
Военные взяли в свои руки банки, радиостанции и телевидение.
17 июля майор Перейра выступил по государственному телевидению Сан-Томе и Принсипи с речью, подвергавшей министров Менезеша резкой критике. Тогда же он сообщил, что целью переворота является «привлечение внимания международного сообщества к тяжелому социально-экономическому кризису в стране» и добавил, что «путч был необходим, дабы пресечь массовые волнения и акты вандализма».
Путч был осужден представителями нескольких государств. В столичный Сан-Томе вылетела специальная переговорная группа, состоящая из представителей Нигерии, Сообщества португалоговорящих стран и Экономического сообщества государств Центральной Африки. В результате переговоров к власти вернулось законное правительство.